# 王照环
王照环（？—），中华人民共和国政治人物。

## 生平
1997年，担任吉林市人民政府市长。2001年1月改任中共吉林市委书记。